# Markt Erlbach
Markt Erlbach è un comune-mercato di 5 727 abitanti, situato nel Land tedesco della Baviera.